# 王沈 (西晉文學家)
王沈（?—?），字彦伯，高平郡（治今山东省巨野县南）人，西晋散文家。约晋惠帝元康初年前后在世。
王沈幼年家境贫寒，出身寒族，受豪强世族的压抑。他年轻时有俊才，性情耿介，不能随俗沉浮。在郡中担任文学掾，郁郁不得志，终于乡闾。著作有《释时论》，以抒幽愤，讽刺当时权贵唯以门第高低而排抑人才。